# Vatnshnúkur (bergstopp i Island, Västlandet)
Vatnshnúkur är en bergstopp i republiken Island. Den ligger i regionen Västlandet, 80 km nordost om huvudstaden Reykjavík. Toppen på Vatnshnúkur är 485 meter över havet.
Trakten runt Vatnshnúkur är nära nog obefolkad, med mindre än två invånare per kvadratkilometer. Trakten runt Vatnshnúkur består i huvudsak av gräsmarker.